# Clet Abraham

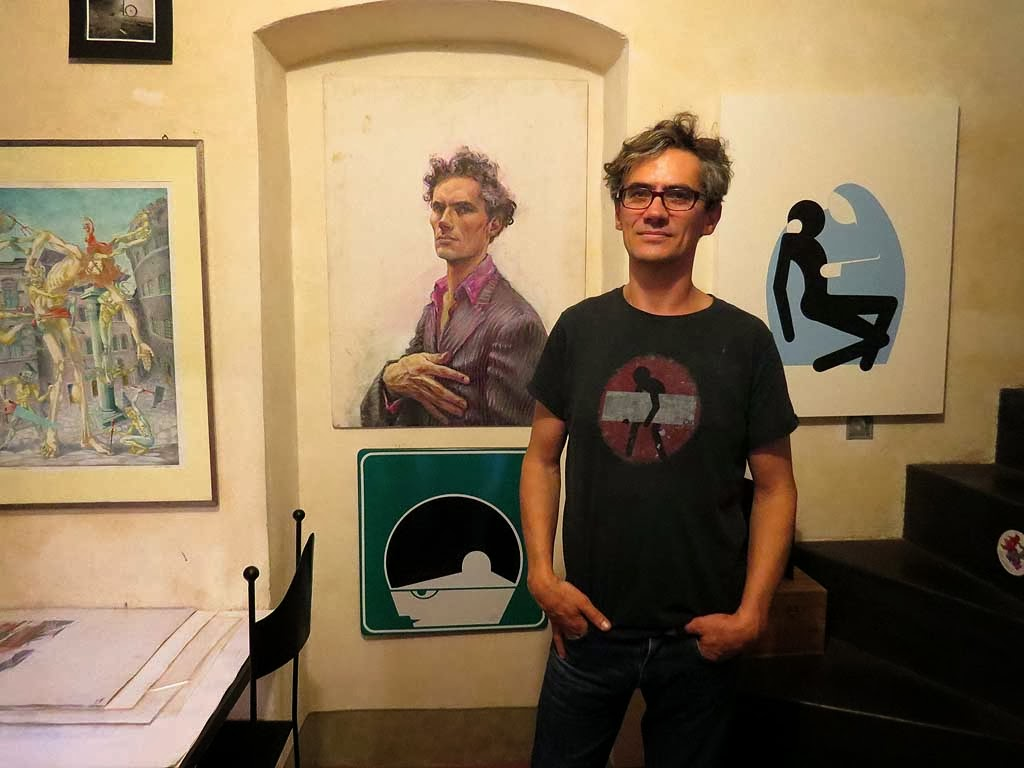
Clet Abraham

Clet Abraham (Bretagne, 2 oktober 1966) is een Franse street artist die sinds 1990 actief is in Italië, waar hij in verschillende steden verkeersborden heeft aangepast. Hij begon met zijn idee in Florence en heeft sindsdien veel aandacht vanuit de media gekregen voor zijn werk. In 2013 begon hij hiermee in Amsterdam en Brussel. Abraham maakt gebruik van de universele en woordeloze communicatie van deze verkeersborden  en voegt humor toe aan de straten waarin zij staan. Hij gebruikt hiervoor verwijderbare vinyl stickers die afhankelijk van de reactie van locale autoriteiten een week of wel vijf jaar op hun plek kunnen blijven zitten.
In 2017 verschenen dergelijke aangepaste verkeersborden ook in Rotterdam. In opdracht van de gemeente werden de stickers door medewerkers van Stadsbeheer weer verwijderd, omdat ze een gevaar zouden vormen voor de verkeersveiligheid.
In 2019 begon Abraham ook met het plaatsen van stickers in de Verenigde Staten.

## Galerij

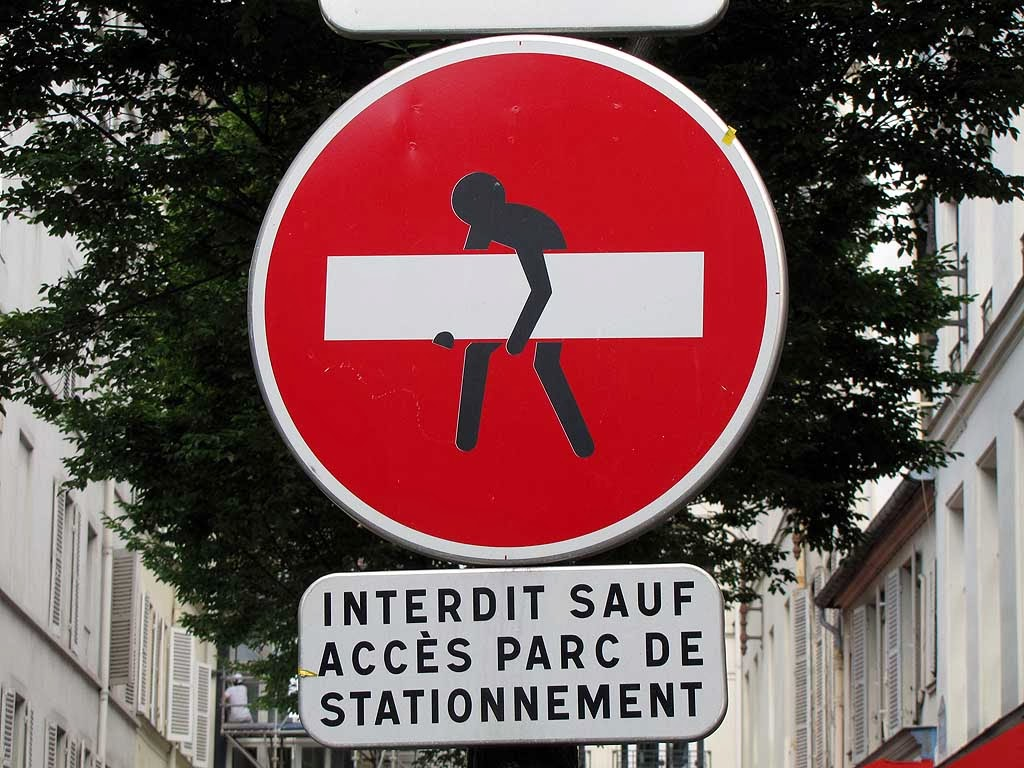
Interdiction d'accès
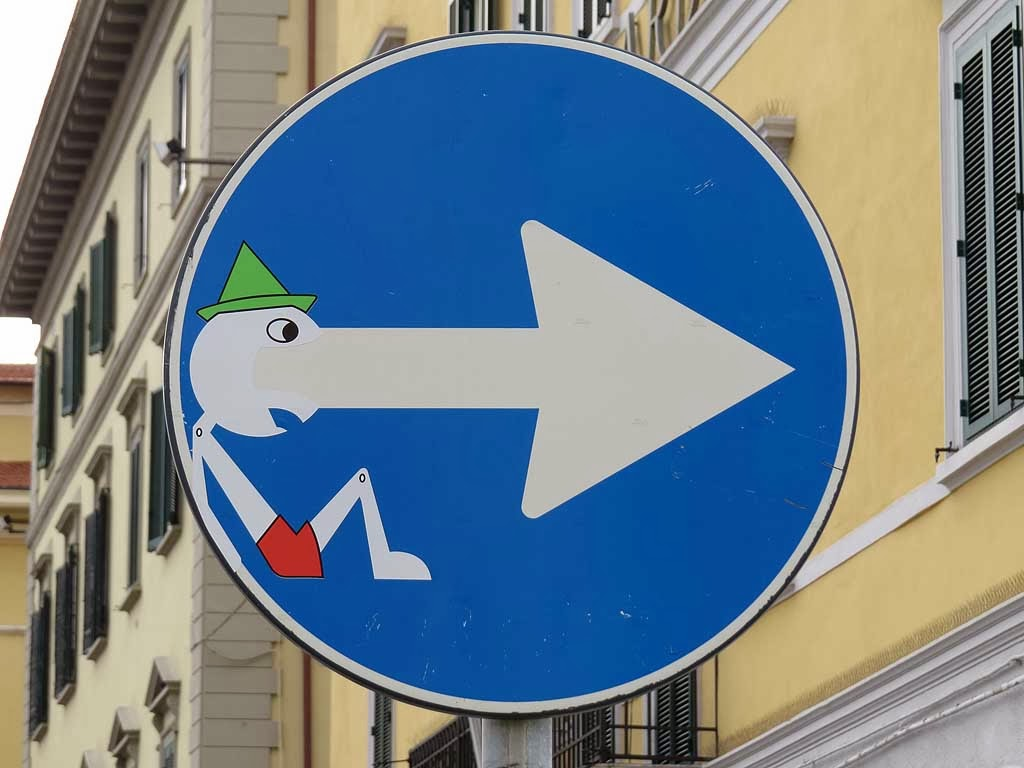
Pinocchio
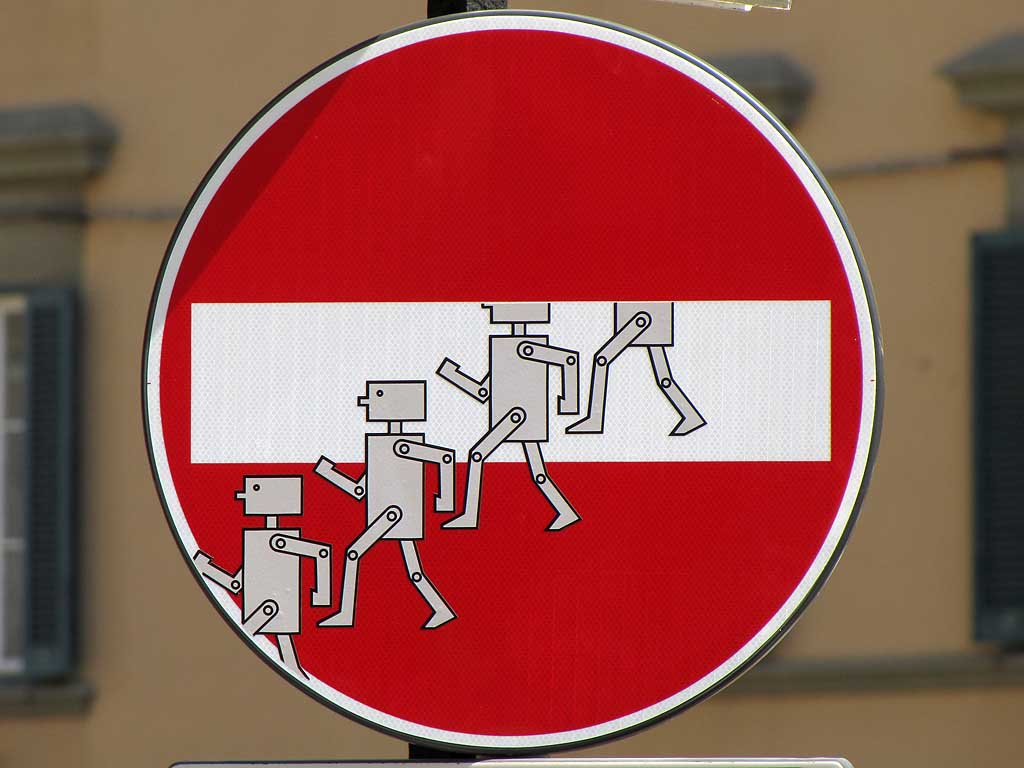
Alien invasion
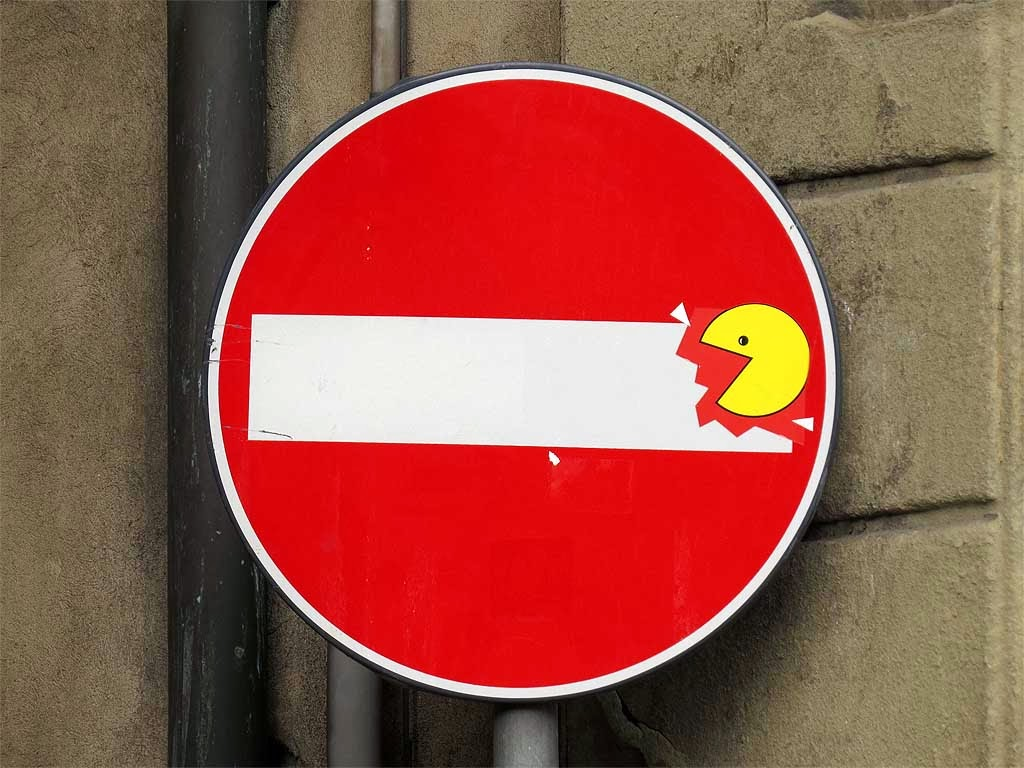
Pac-Man
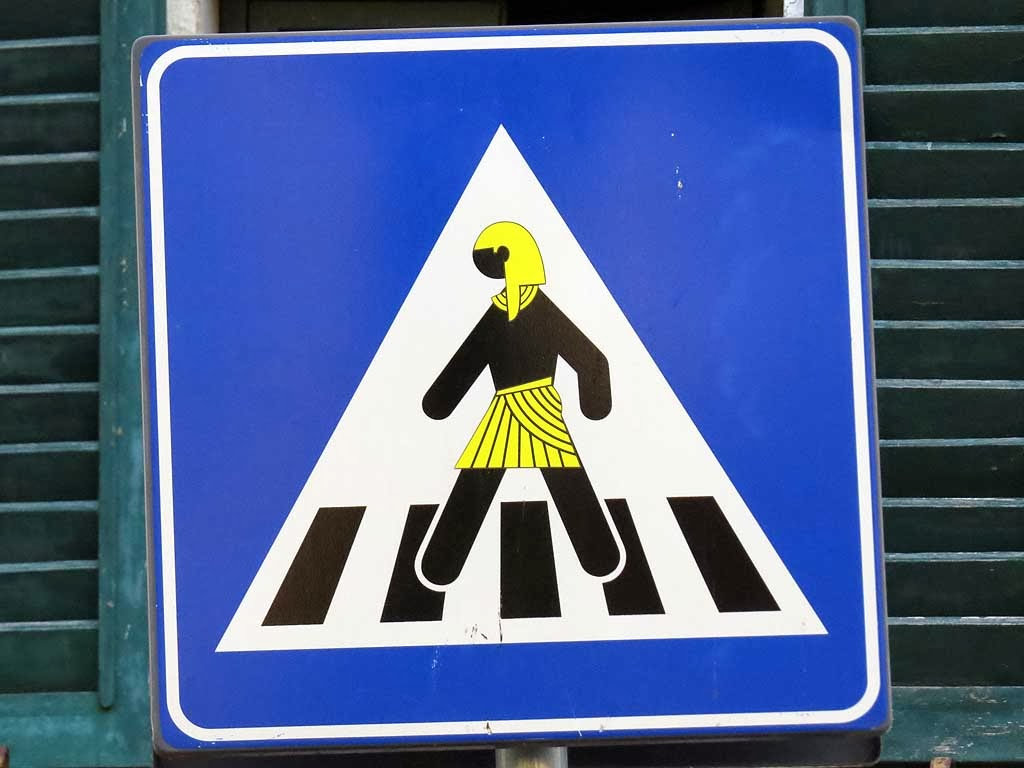
Cross like an Egyptian
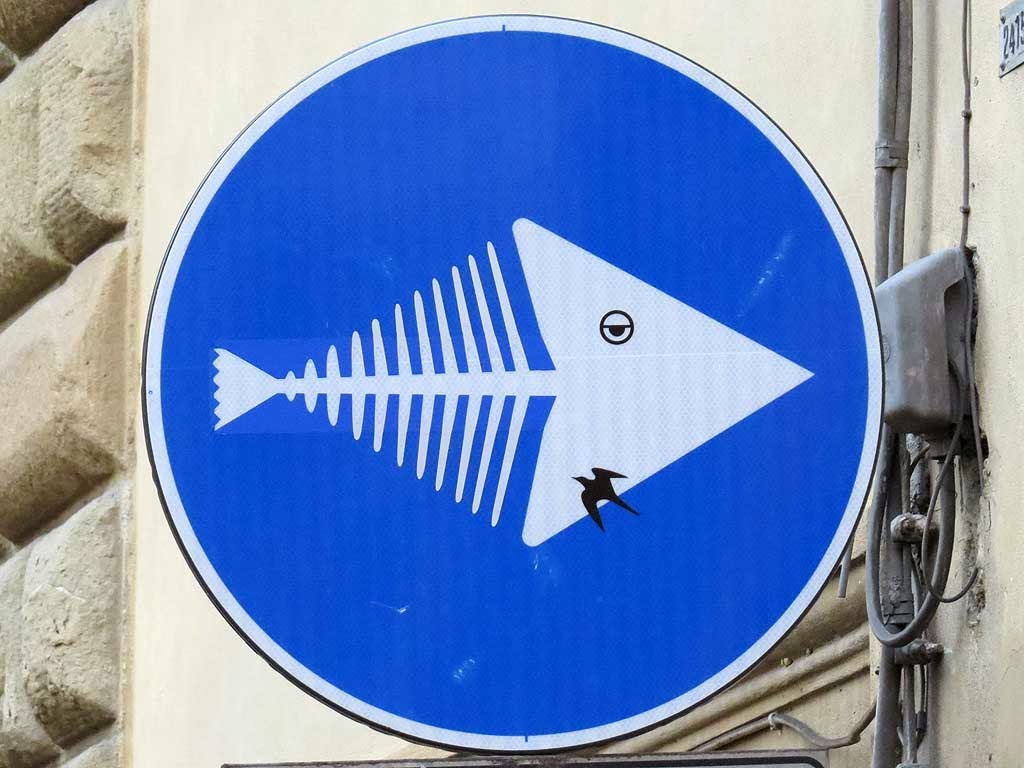
Fish Bones
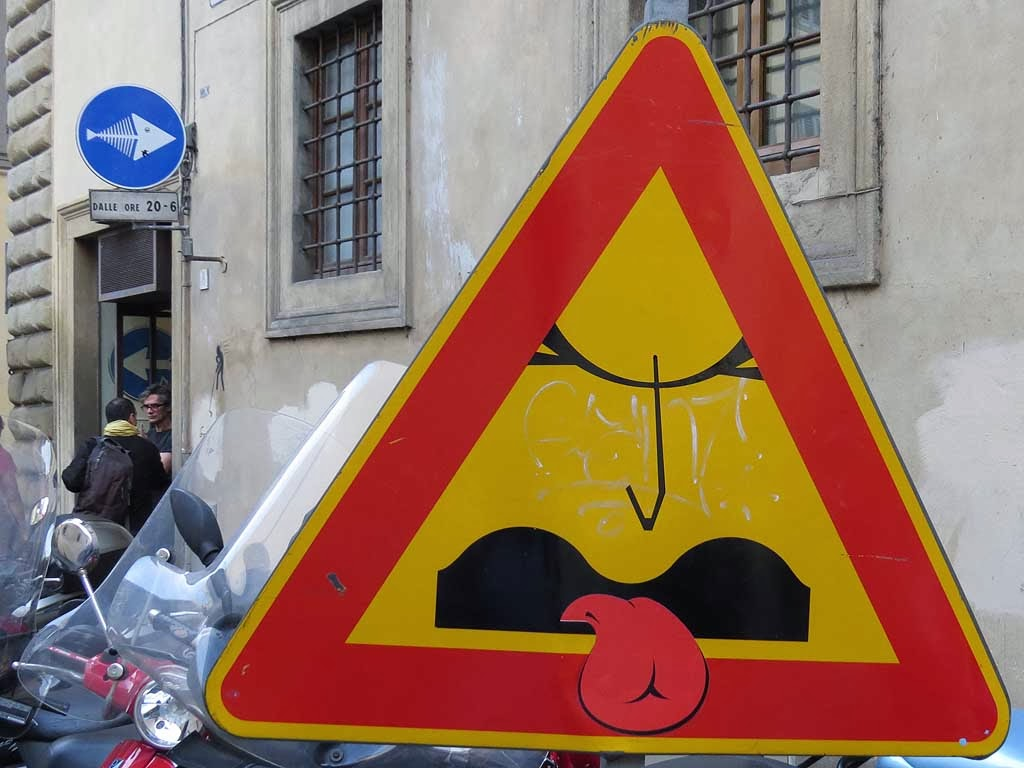
Pulling a face